# Monumentul Avântul Țării din București

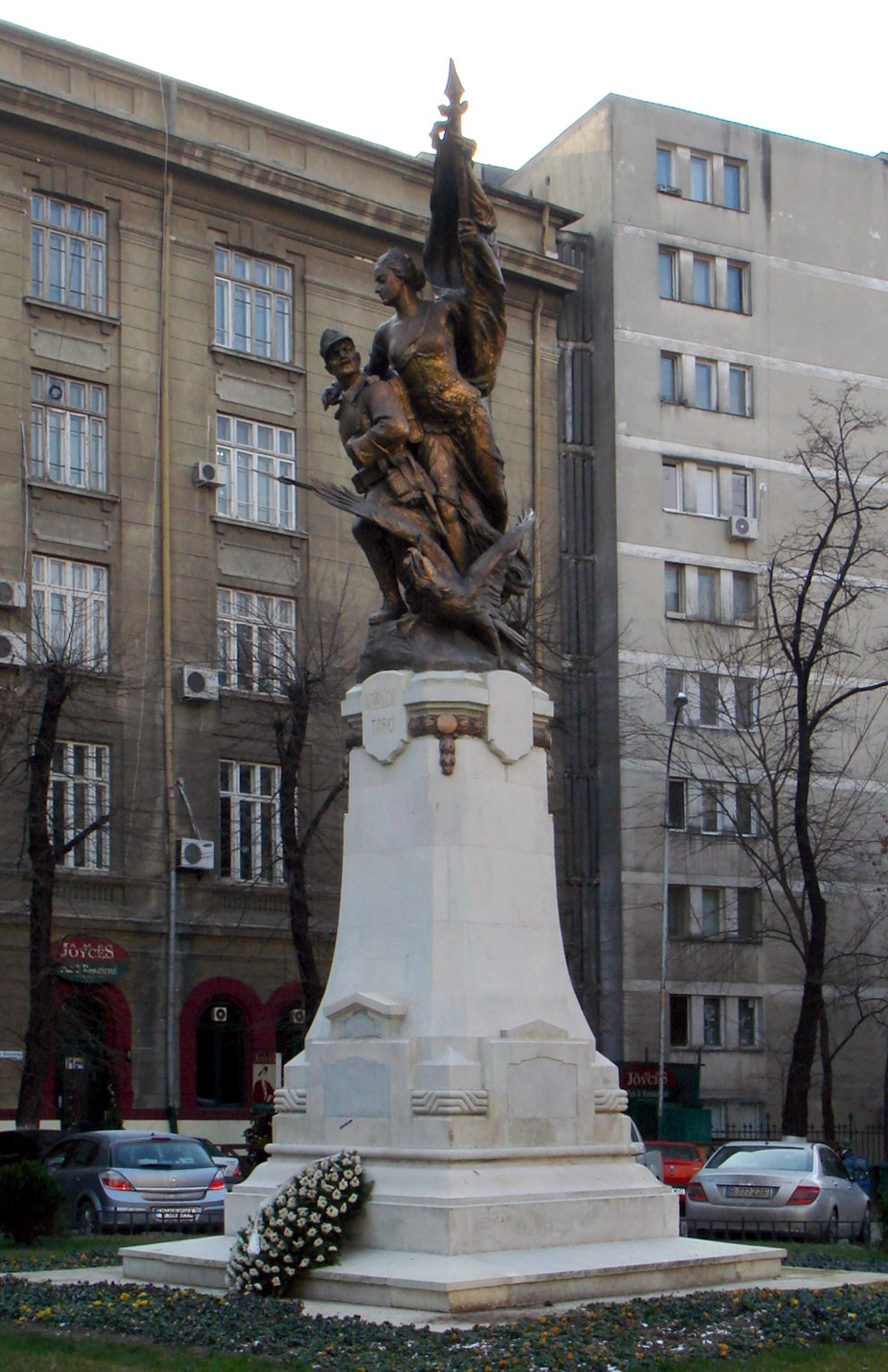
Avântul Țării (foto 2010)

Monumentul Avântul Țării din București a fost realizat de sculptorul Emil Wilhelm Becker împreună cu arhitectul Arghir Culina și inaugurat în 1921 pe Calea Griviței, în imediata apropiere a unor stabilimente militare (Corpul II Armată, Școala de Artilerie și Geniu ), pentru ca după un timp să fie mutat în Piața Valter Mărăcineanu, în fața clădirii de atunci a Ministerului de Război, în apropierea Grădinii Cișmigiu, unde se găsește și în prezent.

## Prezentare
Lucrarea a fost construită în cinstea eroilor români căzuți la datorie în campania din 1913. La origine, sculptura înfățișa trecerea trupelor românești peste Dunăre în Bulgaria, dar basoreliefurile prezentând aceste scene au fost distruse de comuniști. De aceea, numele lui Becker nu se mai regăsește pe lucrarea respectivă. În prezent, după ce unele din componente au fost înlăturate, momentul evocat este ignorat atunci când se face referire la monument.
Pe piedestalul monumentului, de formă piramidală, cu colțurile rotunjite, realizat din beton armat placat cu travertin de Deva, se află un grup statuar, turnat din bronz, format din două personaje alegorice: o femeie, simbolizând Patria, care ține în mâna dreaptă un drapel fluturând, și un militar român cu arma în mâna dreaptă, prezentat în avântul atacului. La baza grupului statuar se află un vultur din bronz, cu aripile larg întinse. Pe fațada monumentului, într-un medalion, se poate citi inscripția: "Avântul Țării".
Monumentul „Avântul Țării” din București este înscris la poziția 2342 și cu codul cod LMI B-III-m-B-20013, în Lista monumentelor istorice actualizată prin ordinul Ministrului Culturii și Cultelor nr. 2314/8 iulie 2004.

## Alt monument cu aceeași denumire
După campania din 1913, un alt monument "Avântul țării" a fost ridicat și la Constanța, dar, în timpul ocupației bulgare a Dobrogei din Primul Război Mondial, acesta a fost distrus de trupele de ocupație bulgare.

## Medalie cu aceeași denumire
În 1913 a fost instituită Medalia „Avântul Țării” care a fost decernată tuturor militarilor și civililor participanți la Campania din 1913.